# 阿隆·傑佛瑞
阿隆·傑佛瑞（Aaron C. Jeffery，1970年—）是紐西蘭的一位演員。他最著名的作品是在邁克勒德家的女兒們飾演Terry Watson角色。他出生在紐西蘭，在17歲時搬到澳大利亞。